# 馬庫斯·舒伯特
馬庫斯·舒伯特（德語：Markus Schubert；1998年6月12日—）是一位德國足球運動員，在場上的位置是守門員。現效力於德國足球乙級聯賽球會柏達邦。